# Marienaltar (Conrad von Soest)
Le Marienaltar (littéralement « retable de Marie ») de Conrad von Soest est un retable de la Marienkirche (de) de Dortmund datant des années 1420. C'est une œuvre importante de l'art gothique tardif et du gothique international. Le retable, sous forme d'un triptyque est la dernière œuvre connue du peintre, mort quelques années plus tard. Il a la particularité d'être entièrement et uniquement consacré à la vie de Marie. Les vicissitudes de l'histoire lui ont infligé des dommages importants.

## Histoire

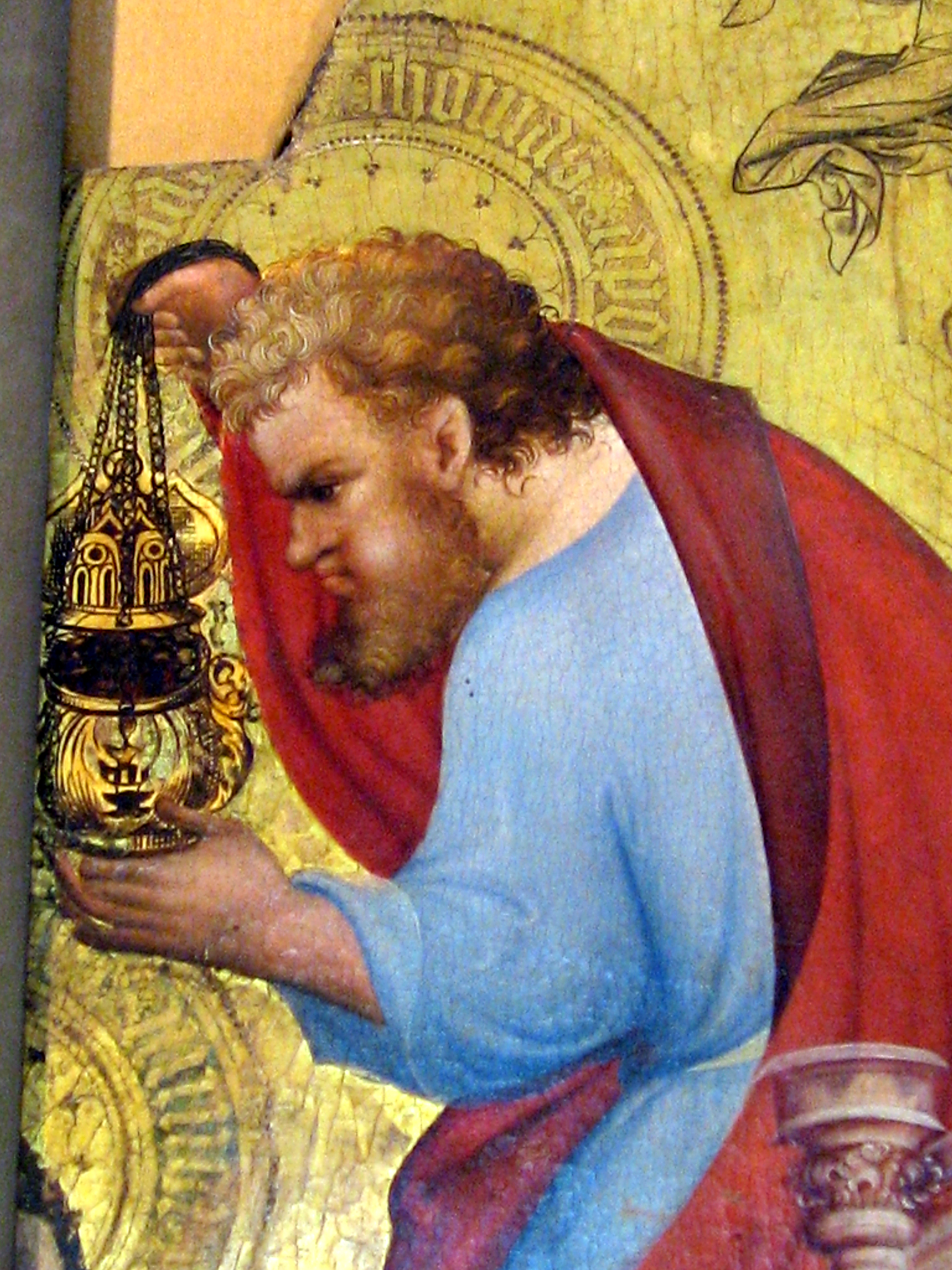
Trace de sciage sur le côté gauche du panneau central.

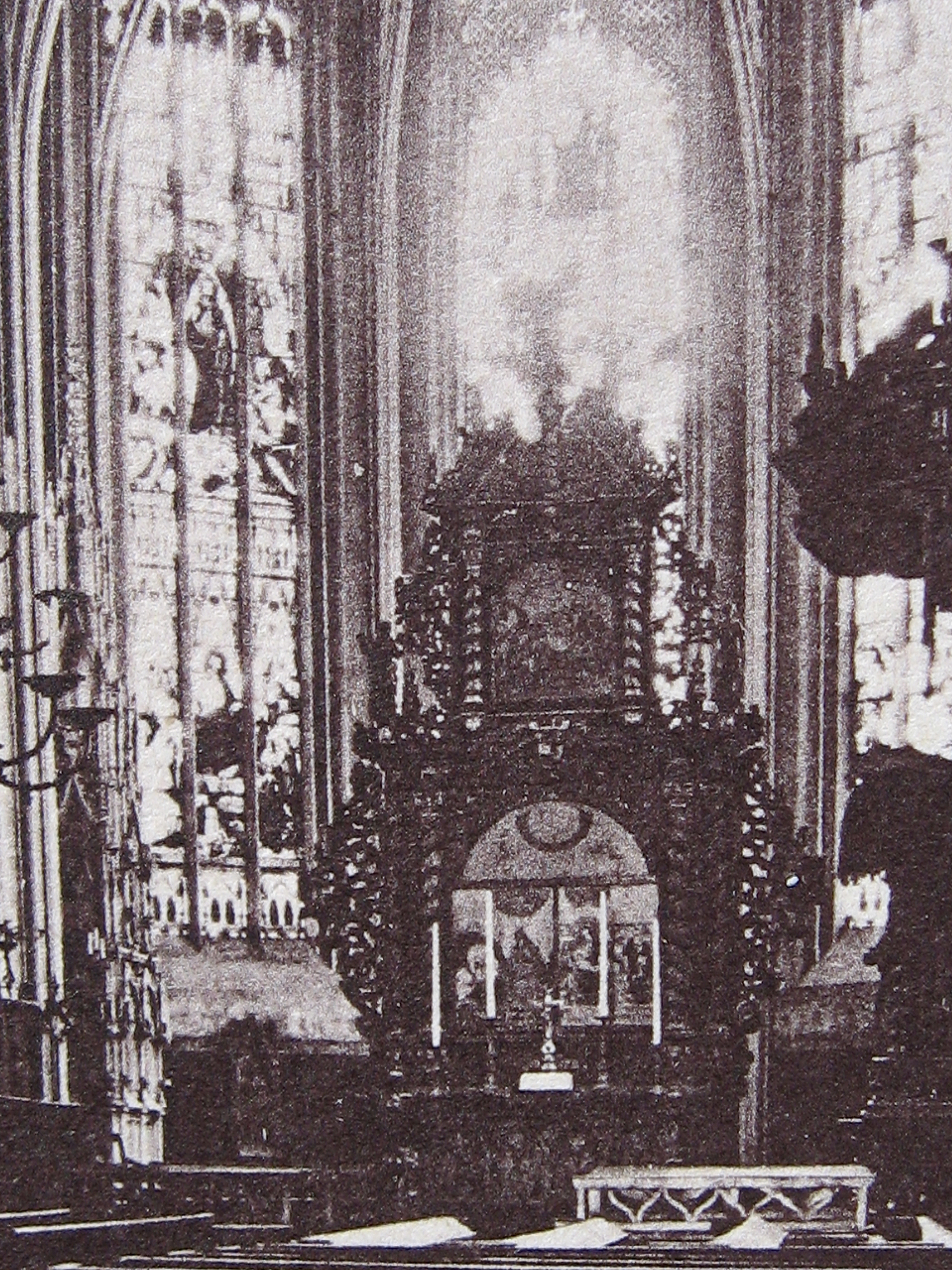
Photographie de l’autel baroque avant sa destruction. Le panneau central du triptyque est au niveau supérieur, les deux volets au niveau inférieur.

Le retable a eu une histoire mouvementée, et a même vu son existence menacée.
Initialement, le retable avait la forme  d'un triptyque, avec deux volets latéraux qui pouvaient se refermer sur le panneau central. Les tableaux des faces extérieures des volets sont fortement dégradés contrairement aux faces intérieures.
Au départ, le retable faisait partie d'un autel gothique. En 1720, il est fait don d'un support d'autel d'environ 16 mètres de hauteur de style baroque à la commune. Pour insérer les panneaux dans ce nouveau cadre, ils ont été sciés, voire martelés, et aménagés différemment dans l’autel baroque : en bas les deux volets latéraux, au-dessus le panneau central. Les panneaux ont été surmontés de demi-lunes, et le bord inférieur masqué par une bande de texte d'environ 20 cm. 
En 1926, le retable figure dans  une grande exposition à Cologne organisée à l'occasion du millénaire de la Rhénanie. C'est alors que le directeur du Wallraf-Richartz Museum à Cologne propose à la commune de faire restaurer l'ensemble du retable, et de conserver en contrepartie les tableaux extérieurs des deux volets. Ce marché est d'abord accepté, et finalement refusé heureusement, car les planches était retenues par des boulons métalliques qui auraient pu détruire les tableaux lors d'une tentative de sciage. 
L'autel baroque a été détruit entre fin novembre 1944 et début mars 1945 lors d'une attaque aérienne. Les panneaux du retable avaient été mis à l'abri en temps opportun dans le dépôt des musées allemand au Schloss Langenau (de) et n'ont pas été touchés.
En 1948 le retable est transporté au Musée de Cappenberg dans les locaux du Museums für Kunst- und Kulturgeschichte. En 1957, les panneaux ont été posés dans un cadre métallique moderne dans leur agencement initial, et ils sont posés sur une table d'autel dans la  Marienkirche.

## Les panneaux
| Marienaltar de Conrad von Soest 1420 (face avant) | Marienaltar de Conrad von Soest 1420 (face avant) | Marienaltar de Conrad von Soest 1420 (face avant) |
| ------------------------------------------------- | ------------------------------------------------- | ------------------------------------------------- |
|                                                   |                                                   |                                                   |

Les deux panneaux extérieurs ont une hauteur de 1,40 mètre, le panneau central est légèrement moins haut. Les tableaux montrent des traces de repeints et de restaurations antérieures. Les peintures du dos, qui composaient l'extérieur du retable fermé, sont fortement dégradées, et il manque des parties importantes, notamment dans l'Annonciation. Les tableaux montrent exclusivement des thèmes de la vie de Marie, ce qui est une exception pour l'Allemagne du Nord. 

### LaNativité

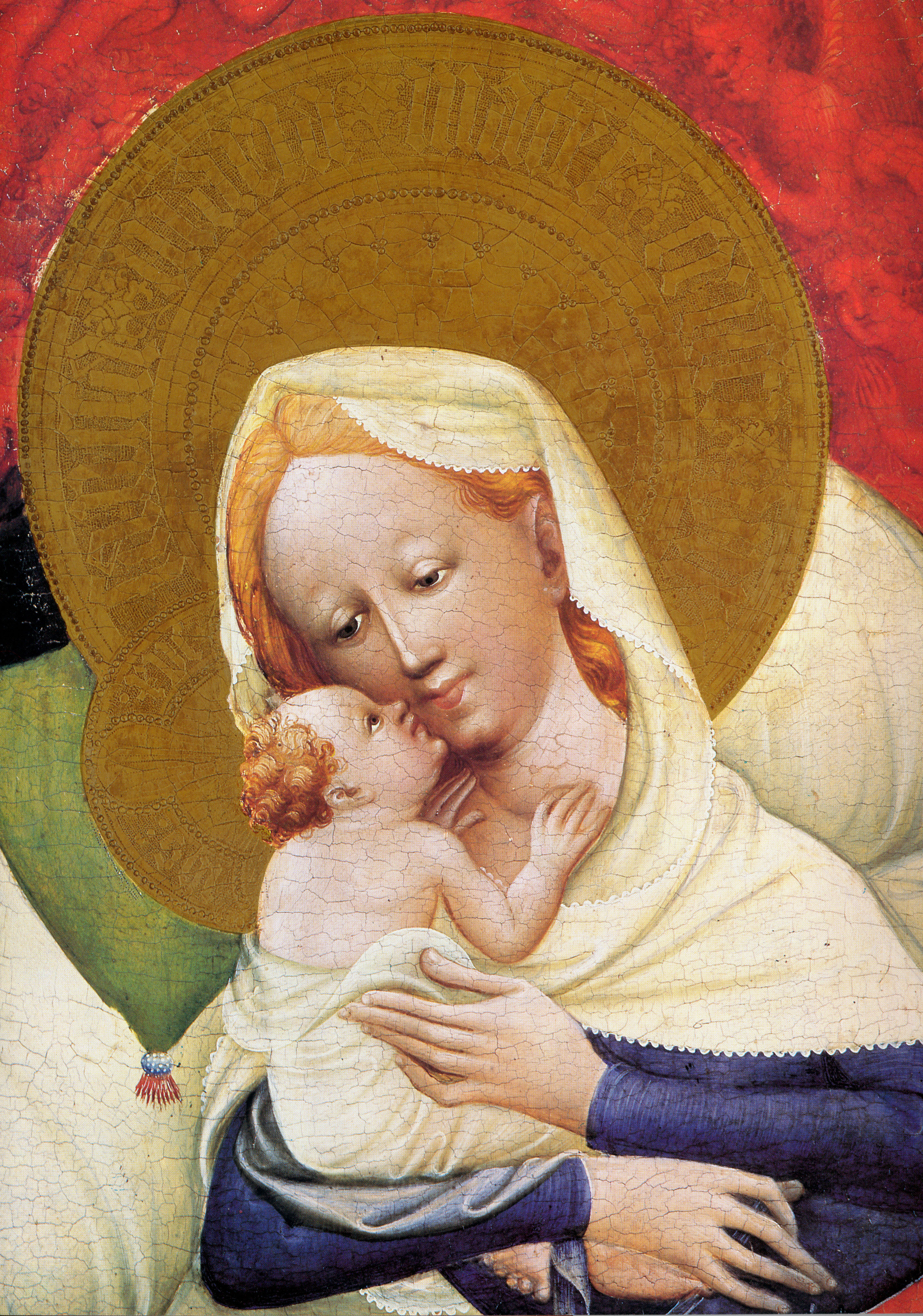
Détail du panneau gauche, Marie tient Jésus serré contre elle.

Les couleurs dominantes sont l'or, le bleu et le rouge. Marie est représentée dans un lit, comme pour le retable de Bad Wildungen. Une clôture tressée indique symboliquement l'extérieur, mais rien d'autre n'indique la grange, l'étable, les animaux ou les bergers usuellement présents. Mais d'après la reconstruction entreprise par Rolf Fritz à l'aide d'une copie du retable de Marie maintenant au LWL-Landesmuseum à Münster, il y avait de la place, sur la partie droite sciée du panneau, pour une représentation d'une écurie avec le bœuf et l'âne.
À regarder de près, le cercle de feu rouge derrière le lit est en fait un nuage d'anges, de même pour le nuage bleu au-dessus du lit, où les anges tiennent un rouleau de chant. 
Les auréoles de Marie et de l'enfant contiennent des textes difficiles à lire : pour Marie Sancta Maria, mater Cristi vir(go) pour l'enfant Jesus Christus, en partie en lettres grecques. Le contact très proche de la mère et de l'enfant ressort clairement sur le fond doré ; les lèvres semblent se rapprocher pour un baiser. Joseph est représenté en vieillard barbu et aux cheveux blancs. Contrairement au retable de Bad Wildungen, où il prépare une bouillie, il se contente de contempler la scène. Il porte un rosaire à la ceinture, en usage au Moyen Âge.
Quant aux couleurs, il y a opposition entre le rouge presque pur du nuage des anges et de la couverture, et les nuances de gris dans les vêtements de Joseph. 
La réduction des scènes à un nombre réduit de personnages, devant un fond doré et un paysage seulement esquissé, sont des signes d'un style proche de la première Renaissance italienne, loin du grouillement de personnes des détails minutieux de l'art gothique tardif. Ces caractéristiques se retrouvent dans les autres panneaux.

### LaDormition

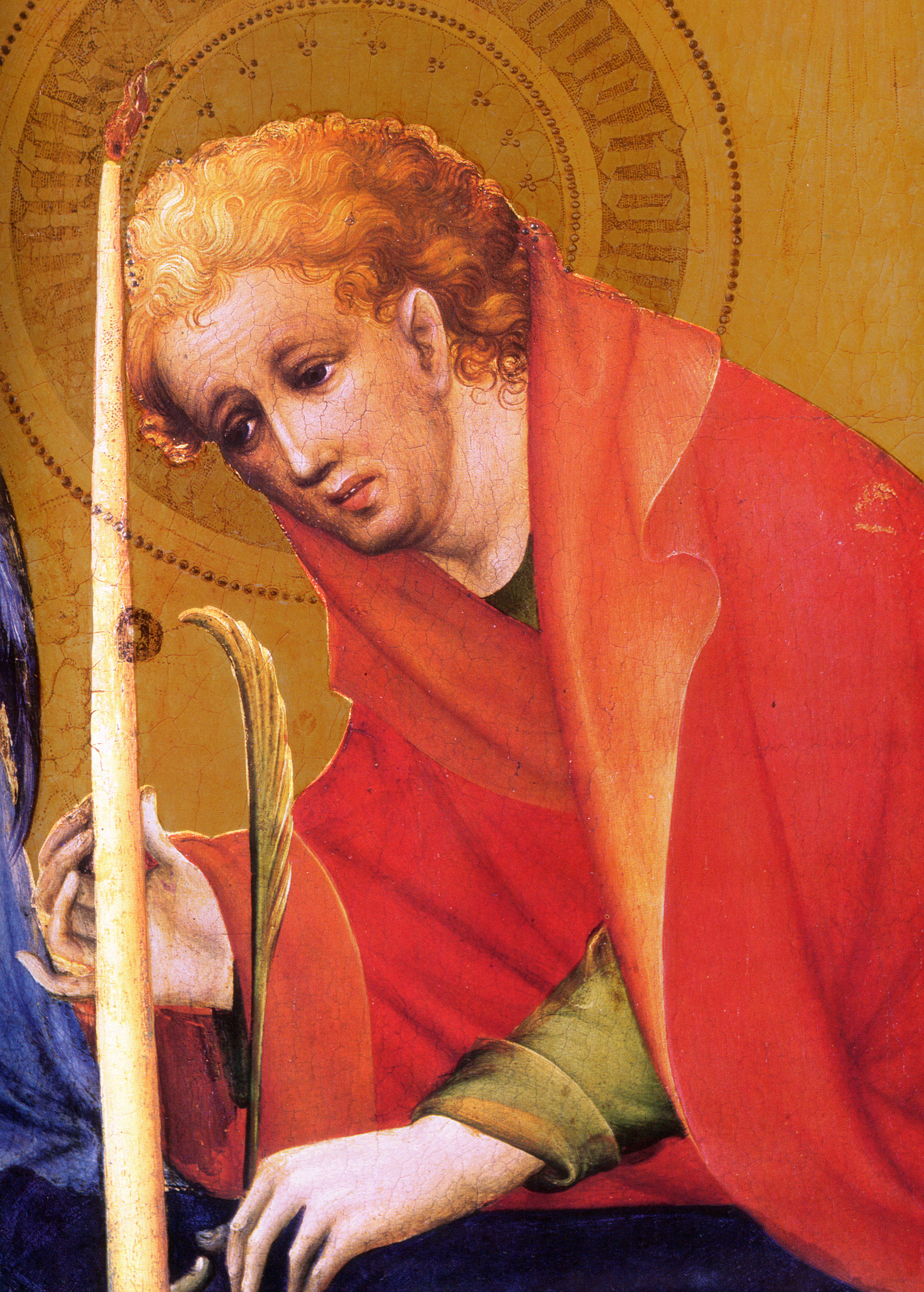
Détail du panneau central, Jean présente à Marie le cierge funéraire.

Le panneau central a beaucoup souffert de la mutilation, et aussi d'un repeint de la partie inférieure qui a mutilé le fond. D'après la reconstruction opérée par Rolf Fritz, l'ensemble des apôtres devaient entourer le lit de mort et ont donc disparu. Si les deux volets devaient permettre de fermer le retable, le panneau central devait avoir une largeur double de celle de chaque panneau latéral qui eux-mêmes ont été rétrécis en largeur, comme c'est particulièrement flagrant sur leur verso. Le panneau central était donc beaucoup plus grand initialement.
Le tableau représente la dormition selon un style usuel à l'époque : deux anges viennent chercher l'âme de Marie. Au centre du tableau Marie, pâle mais jeune, entourée d'un nuage d'anges bleus. L'un lui ferme les yeux, un autre la bouche, un troisième touche ses cheveux. La mourante tient dans la main un cierge funéraire, tendu par l’apôtre Jean. Le cierge est décoré d'un médaillon effleuré par une branche de palmier.
À gauche, l'apôtre Thomas (dont le nom est écrit sur l’auréole) allume un récipient à  encens. Le livre posé sur la table de chevet contient la signature de l'artiste, sur la tranche du milieu rendue visible par les deux languettes de fermeture insérées dans les feuilles. 
La personne assise devant le lit, isolée du monde par son capuchon relevé, lit un texte sur un rouleau ; une étude à l’infrarouge a permis de retrouver une partie des treize lignes du texte
« diffusa est/gratia in la/biis tuis prop/tera benedi/xit te deus (in aeternum; Ps. 45, 3b)/ [illisble]  et in saeculum saeculi/laus copia/ Gaudent / chori ange/loru(m) consor/tiu(m) et era/cuiuis deu(s)./alleluja (La bénédiction de tes lèvres est épanouie, c'est pourquoi Dieu te bénit. (Ps. 45, 3b) Les chœurs des anges se réjouissent et louent Dieu. Alléluia. »
Le début du texte est celui d'une prière funéraire (Ordo commendationis animae) dont on sait qu'elle est récitée depuis le VIIIe siècle.
En haut à droite, le fond doré s'ouvre sur le ciel bleu dans lequel trône Jésus qui tend la main à l'âme de Marie pour l’accueillir. Ce même thème se trouve détaillé sur le dos d'un des panneaux. 
La couverture bleue du lit est constellée de fleurs dorées qui n'épousent aucunement les plis et les formes du tissu, une caractéristique de la manière que le peintre use pour de faire figurer des motifs décoratifs. Il en est de même des motifs bleu pâle représentant des dessins fantastiques : les plis du tissu ne font qu'interrompre leur dessin, sans que leur forme n'épouse ces plis.
Une partie d'une auréole sous l'apôtre de gauche comporte le mot minor, ce qui permet de conclure qu'elle désigne Jacques le Mineur, et qui fait deviner une partie perdue du panneau.

### Les Rois Mages

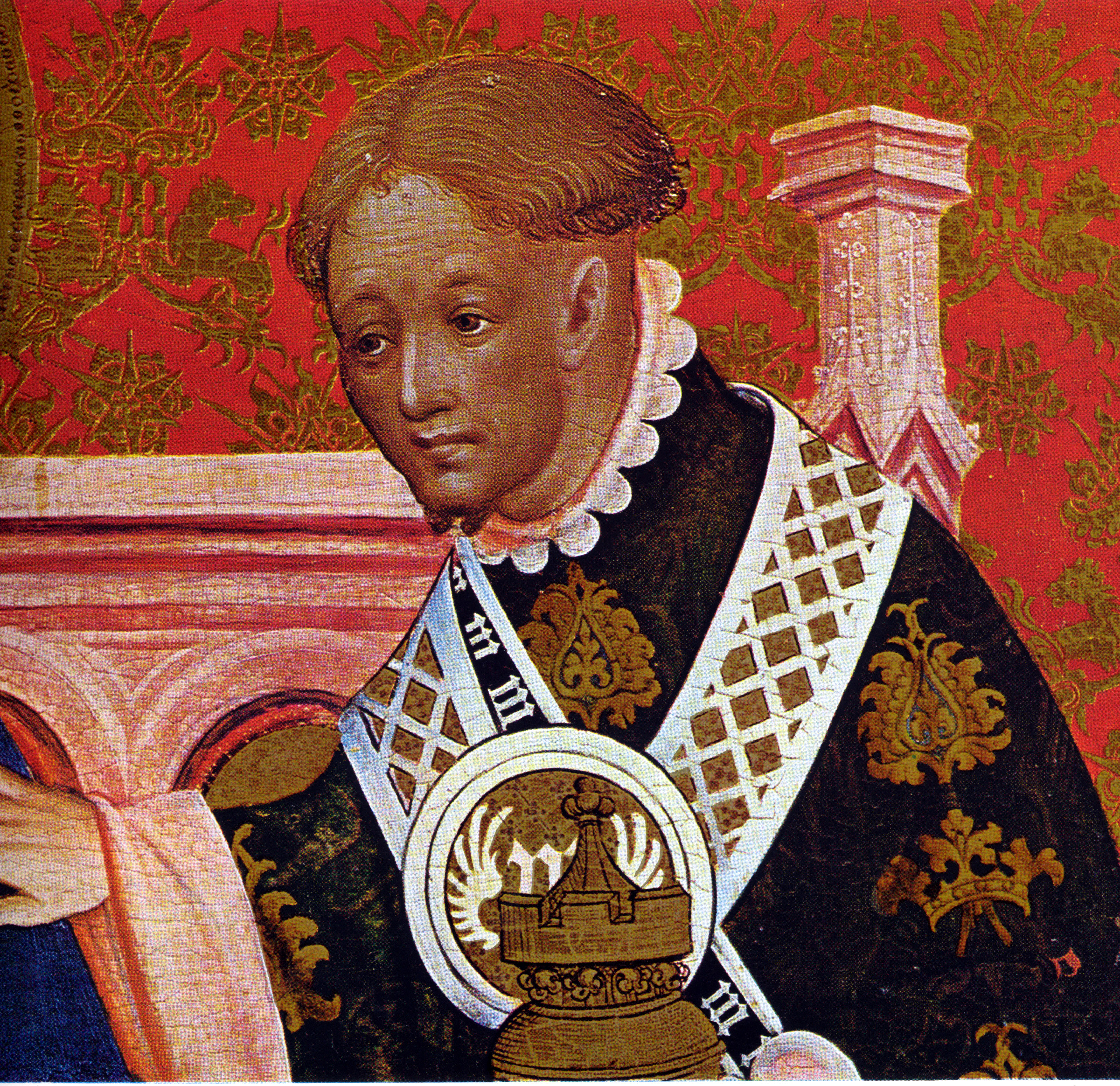
Détail de l'adoration des mages : le tissu de brocart est constellé de symboles courtois et mariaux, comme la lettre « M » porte sur bandoulière autour du cou.

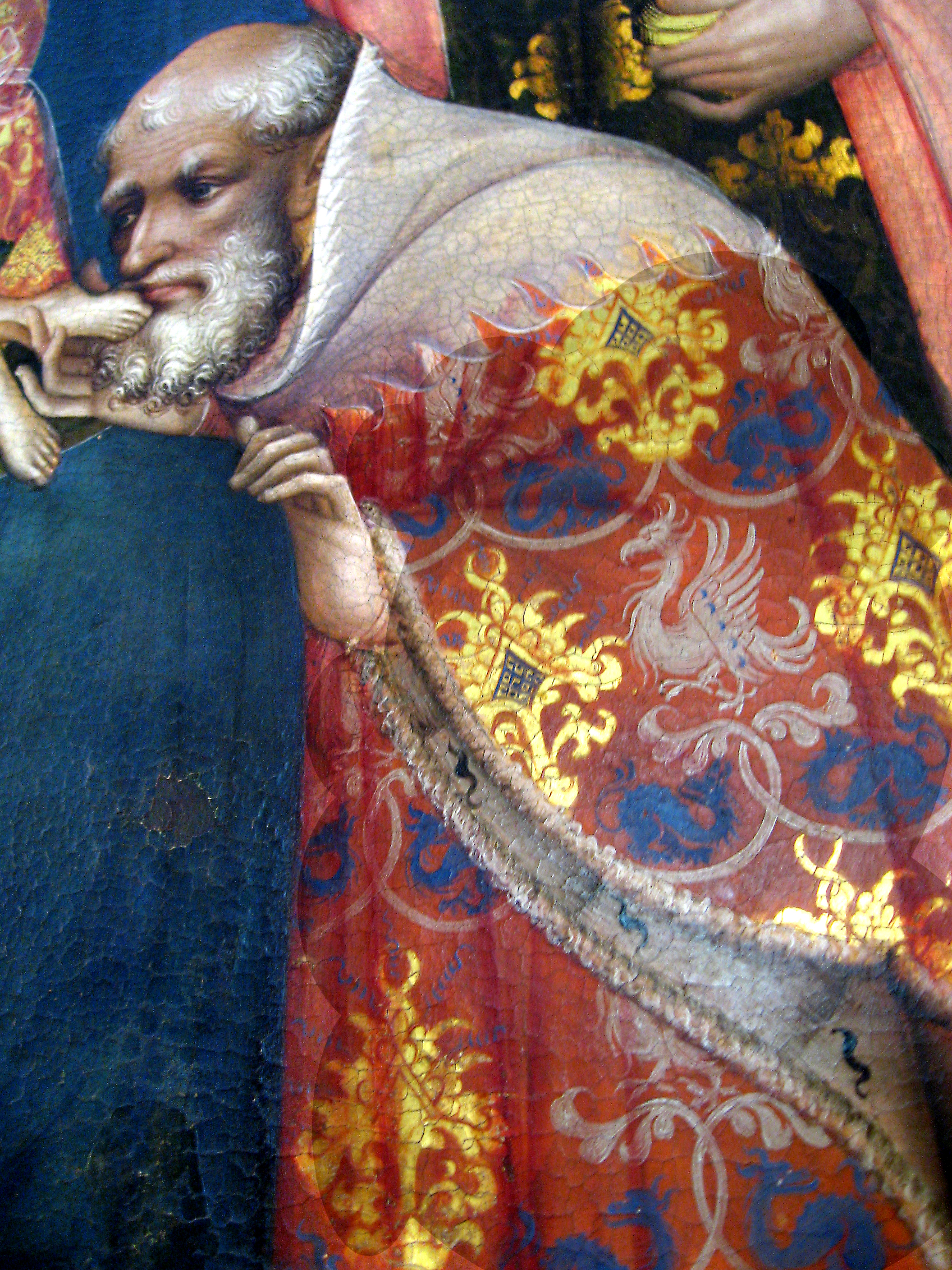
Détail du vêtement d'un des rois mages.

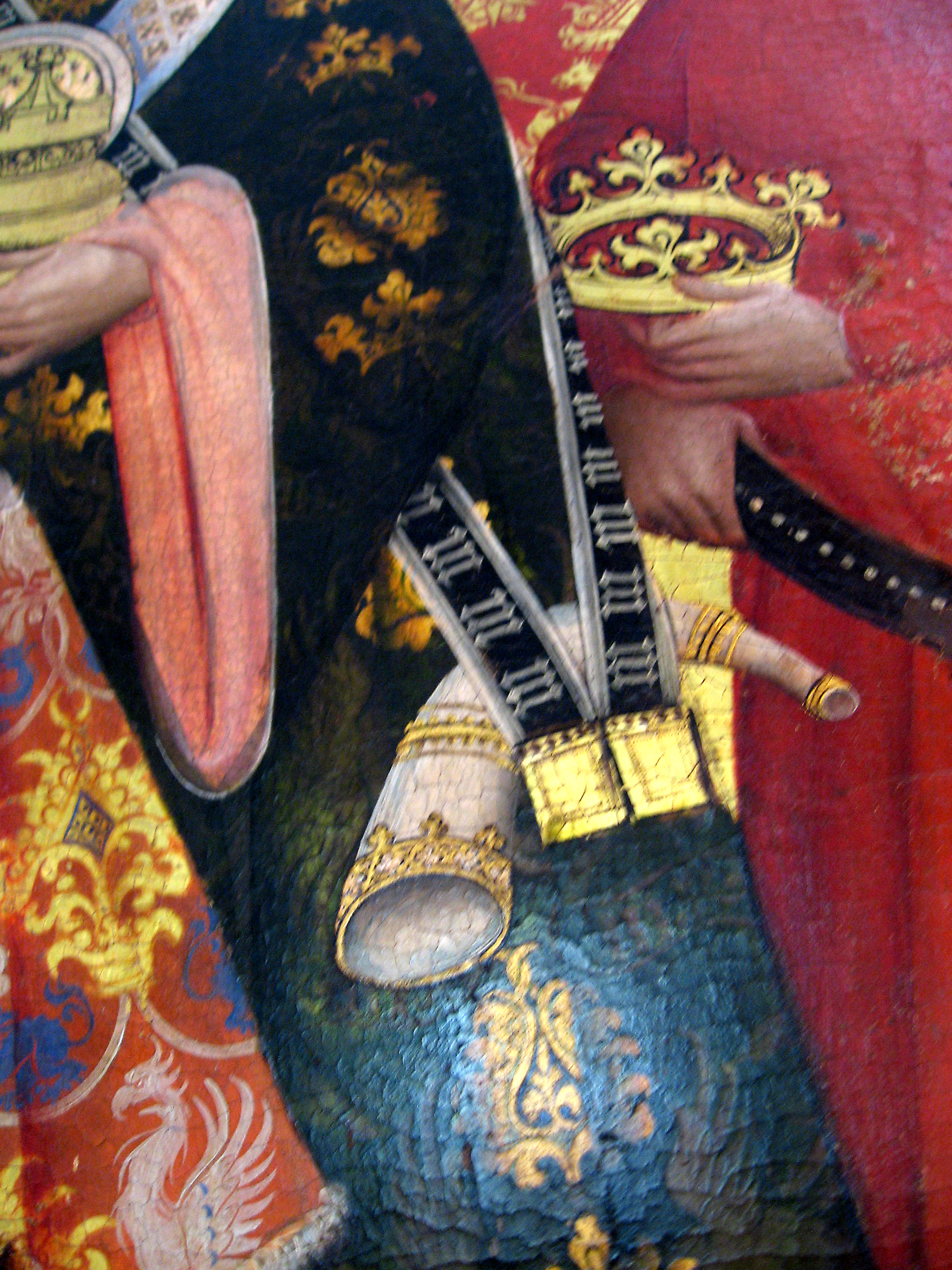
Détail de l'adoration des mages : La trompe de chasse portée en bandoulière.

Le panneau droit montre l'adoration des rois mages. Le tableau a été rétréci sur sa partie gauche, de sorte qu'il manque un personnage assurant la symétrie de l’ensemble de la composition. Marie est assise devant une  forme de micro-architecture montrant un ensemble de fenêtres gothiques déjà utilisé ailleurs, par exemple dans le retable de Bielefeld du maître de retable de Berswordt.
Le style courtois et particulièrement manifeste dans de panneau. Les tissus précieux des vêtements, le tapis mural rouge derrière le trône de Marie, et notamment le manteau de  brocart du roi Melchior avec sa fourrure d'hermine montrent des symboles mariaux, comme la lettre « M » sur le bandeau du roi vêtu de noir, le  griffon, la licorne et la grenade. La mode du temps se reflète aussi dans l'ensemble des attributs de ce roi debout, vêtu avec élégance :  les poulaines, ces chaussures très pointues, la trompe de chasse portée en bandoulière, les lourdes ceintures, la riche bourse. Marie elle-même, avec le front et les sourcils épilés, le teint pâle et les mains fines, suit les canons de la mode et de la beauté du temps. La représentation de vêtements de cour riches et précieux remonte, en Westphalie, déjà au maître de retable de Berswordt. Albert Ludorff a relevé certains des motifs de décoration des vêtements et tapis muraux.

Motifs représentés sur les vêtements ou les tapis muraux
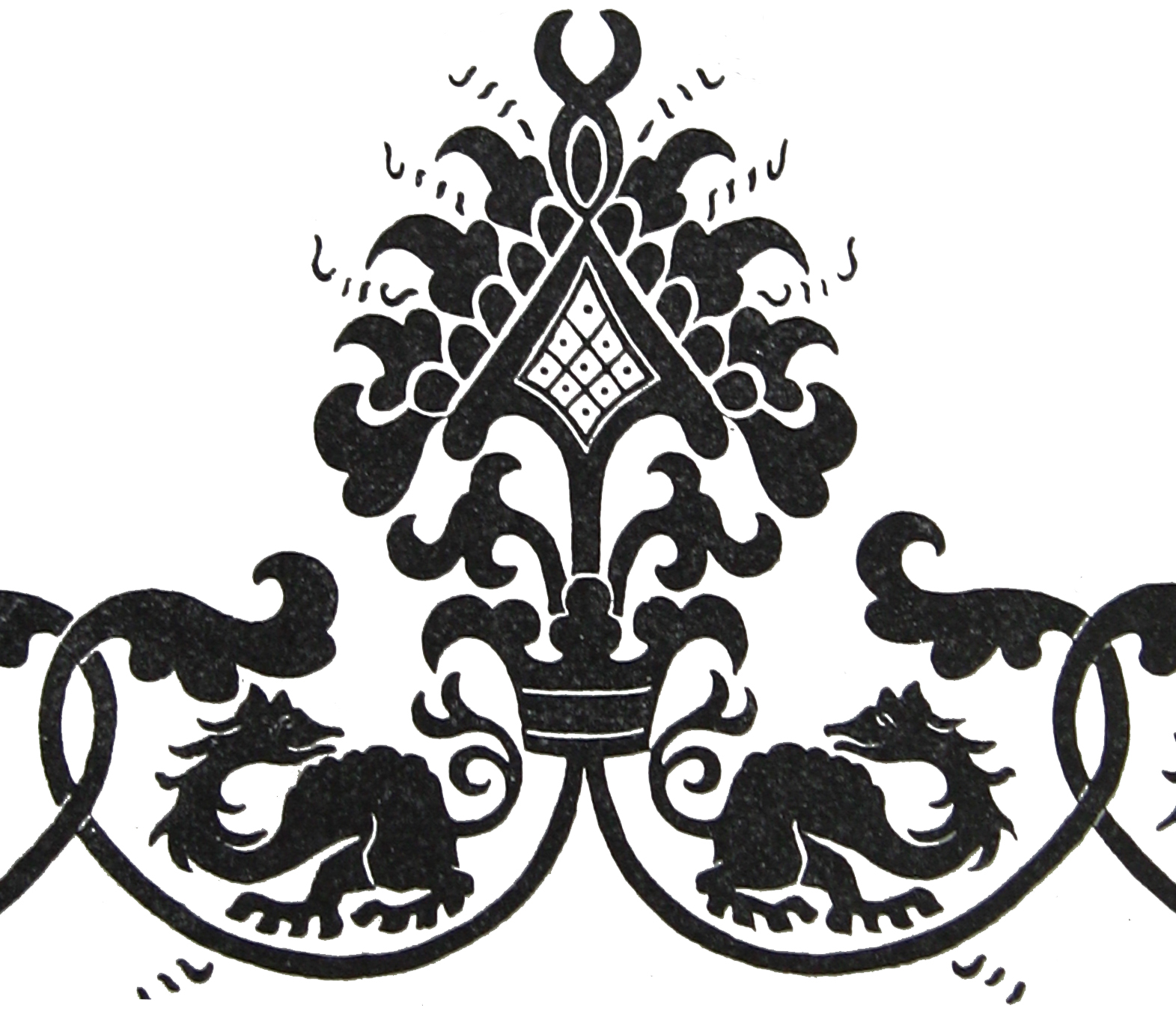
Un double aigle
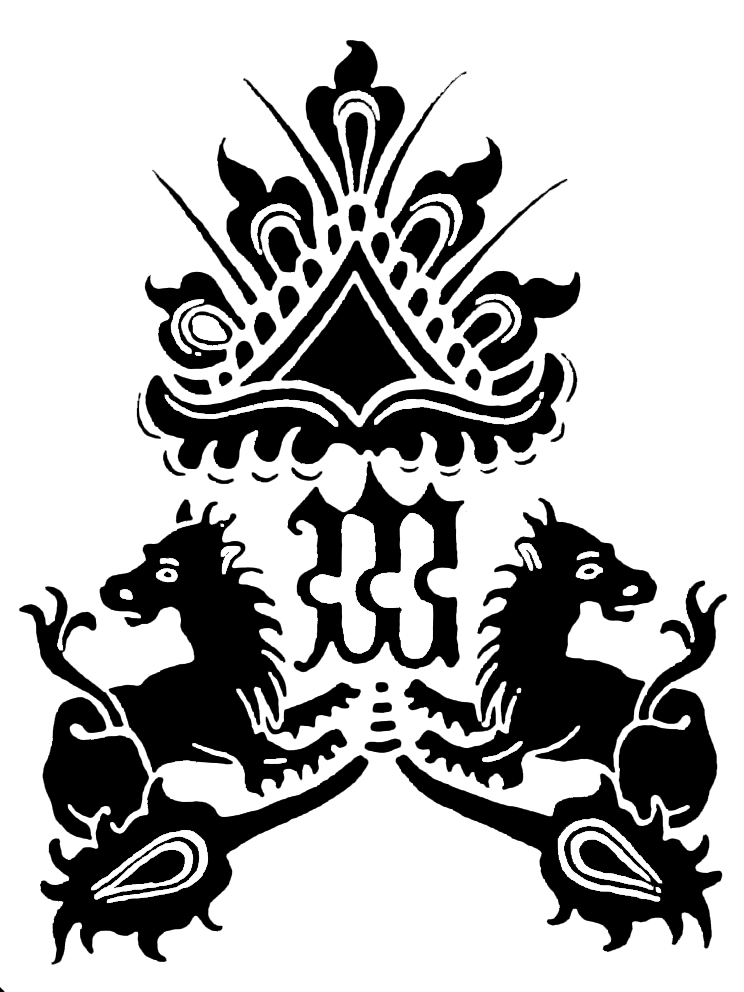
Un autre double aigle
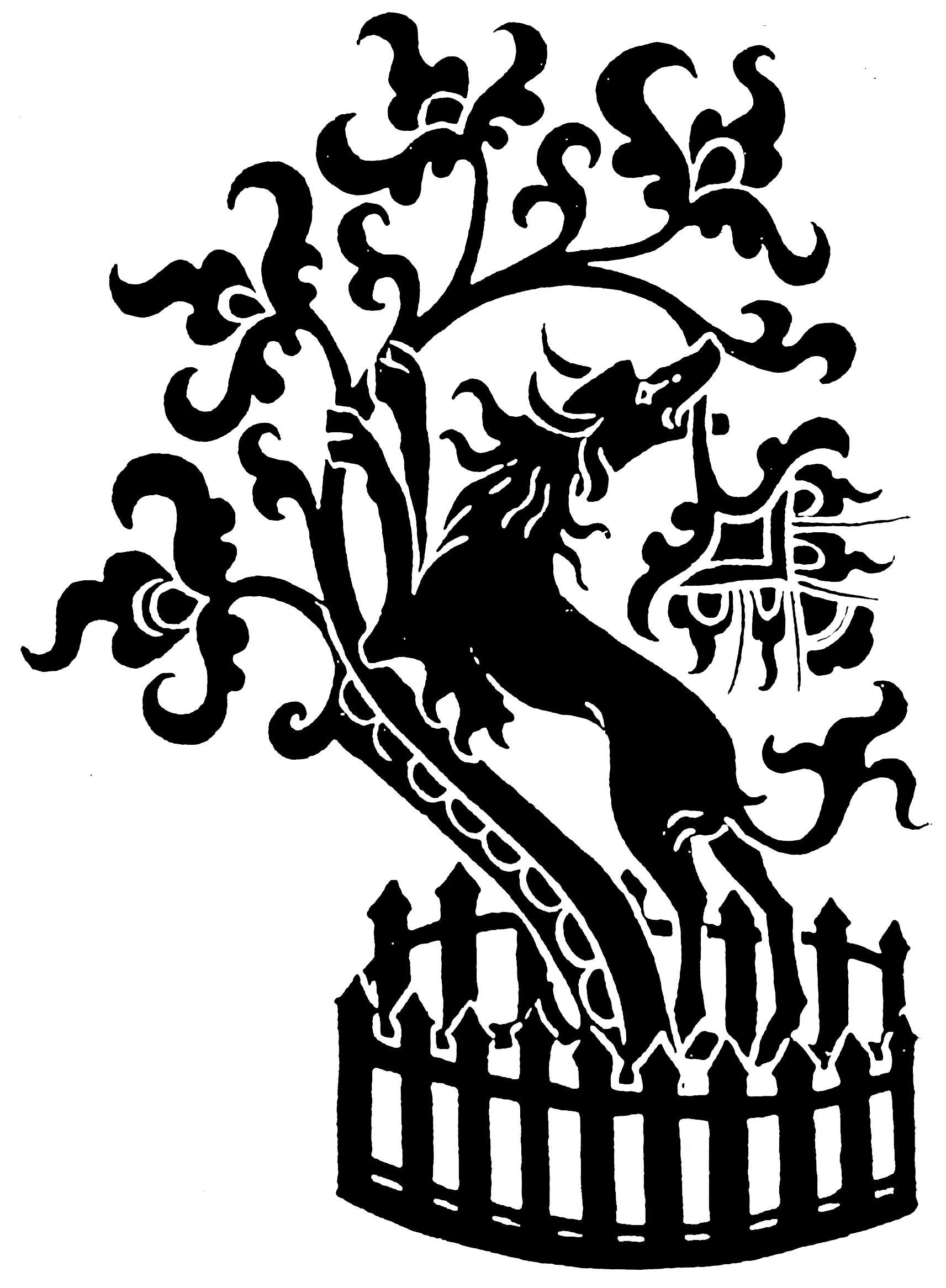
Une licorne bondissante
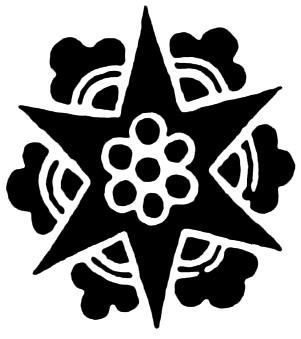
Une grenade
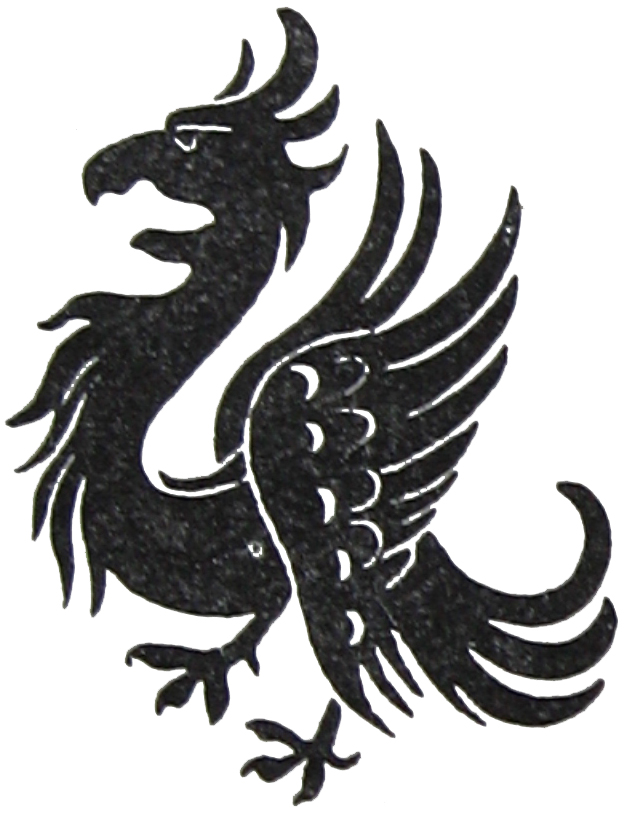
Un griffon

### Les panneaux du dos
Les panneaux du dos du retable montrent  l'Annonciation et le Couronnement de Marie par Jésus. Ce sont ces tableaux qui étaient visibles lorsque le retable était fermé. Les parties manquantes dues au sciage sont faciles à identifier. Les deux tableaux représentent le début et la fin du cycle de Marie comme mère du Christ.
| Marienaltar de Conrad von Soest 1420 (Panneaux du dos) | Marienaltar de Conrad von Soest 1420 (Panneaux du dos) |
| ------------------------------------------------------ | ------------------------------------------------------ |
|                                                        |                                                        |

La scène du couronnement montre Marie au ciel, au même niveau que son fils. Jésus lui remet un sceptre et lui appose une couronne de perles, symboles du couronnement. Marie porte un manteau bleu, en opposition au manteau rouge de Jésus, déjà couronné. Les plis de l'étoffe verte de la doublure du manteau de Marie sont particulièrement bien rendus. L'auréole de Jésus porte une inscription où on peut déchiffrer ego sum, peut-être à compléter par resurrectio et vita (« je suis la résurrection et la vie »). Les deux personnes sont entourées d'une mandorle composée d'anges aux ailes rouges et de tétramorphes, dont on ne voit plus que l'ange de Matthieu  et le lion de Marc, les deux autres évangélistes ont disparu au sciage.
La scène de l'adoration se déroule comme il est usuel dans un espace séparé en deux, d'un côté et à l'extérieur l'ange de l'annonciation, de l'autre et à l'intérieur Marie. On devine l’ange portant la banderole d'annonce. Marie, la tête penchée, vêtue d'un manteau bleu sous lequel on devine un brocart richement décoré, montre son acceptation. Le reste de la peinture est fortement dégradée.

## Signature

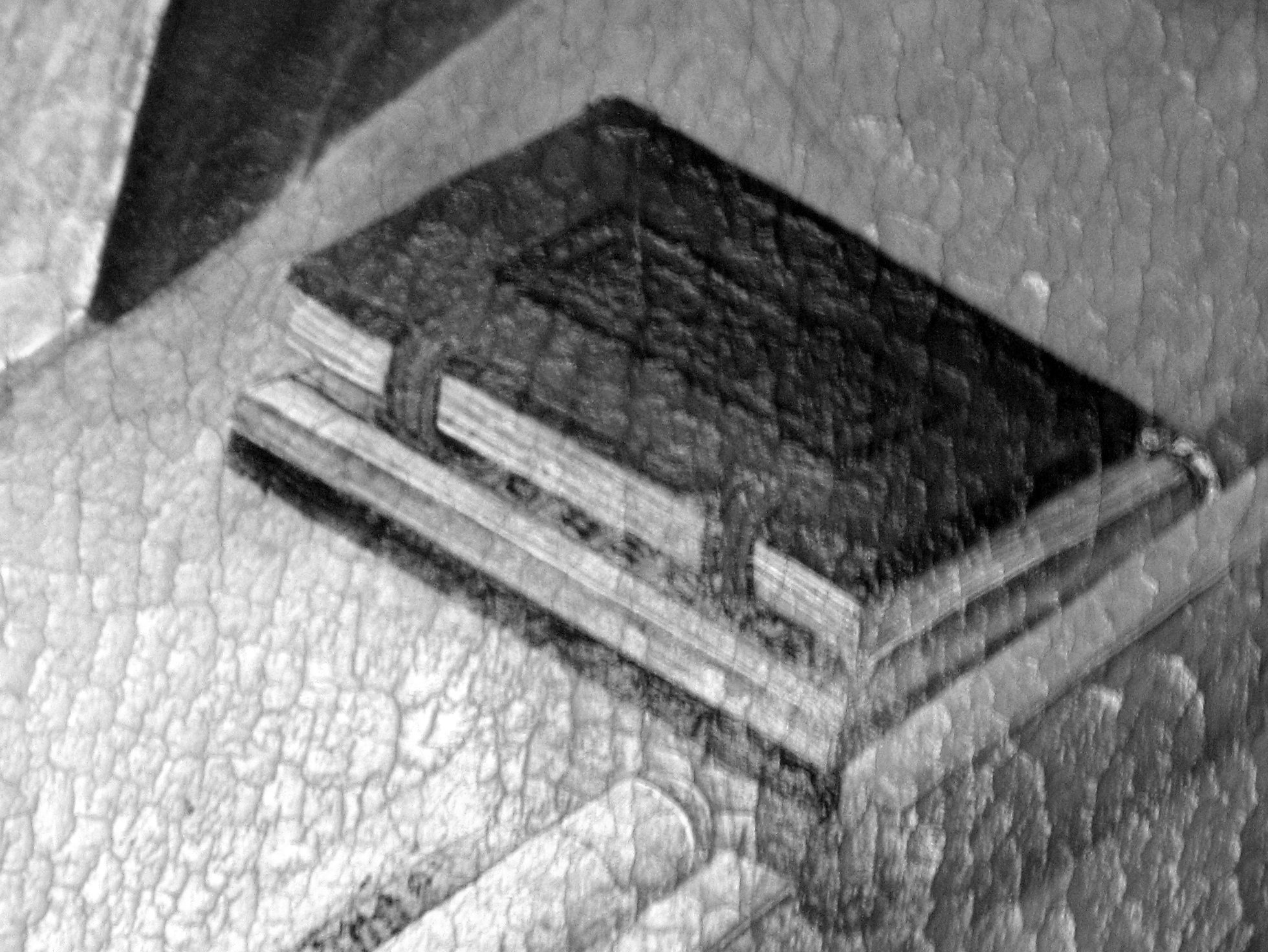
Signature sous le fermoir.

L'attribution du retable à Conrad von Soest a pu être établi par la découverte, en 1950, d'une signature cachée de l'artiste,  par Rolf Fritz, alors directeur du Museum für Kunst und Kulturgeschichte (en) de Dortmund. Sur la table de chevet à côté du lit de Marie mourante est posé un livre, dont le fermoir est inséré entre des pages. On peut alors lire les quatre lettre con..d, une abréviation de Conrad (von Soest). Par cette signature, le tableau  figure parmi les premières des œuvres de peintres d'Allemagne du Nord qui peuvent être attribuées de manière certaines à leurs auteurs.